# Alex Baumann
Alex Baumann (Praga, República Checa, 21 de octubre de 1964) es un nadador canadiense de origen checo retirado especializado en pruebas de cuatro estilos, donde consiguió ser campeón olímpico en 1984 en los 200 y 400 metros.

## Carrera deportiva
En los Juegos Olímpicos de Los Ángeles 1984 ganó dos medallas de oro en los 200 metros estilos —con un tiempo de 2:01.42 segundos que fue récord del mundo, por delante del estadounidense Pablo Morales y el británico Neil Cochran— y en los 400 metros estilos, donde también batió el récord del mundo con un tiempo de 4:14.41 segundos, por delante del brasileño Ricardo Prado y el australiano Rob Woodhouse.